# جيمس برايس (سياسي)
جيمس برايس (بالإنجليزية: James Brice)‏ هو سياسي أمريكي، ولد في 26 أغسطس 1746 في أنابولس في الولايات المتحدة، وتوفي بنفس المكان في 11 يوليو 1801. انتخب حاكم ماريلاند ‏.